# Entoloma undatum
Entoloma undatum (Claude Casimir Gillet, 1876 ex Meinhard Michael Moser, 1978) din încrengătura Basidiomycota, în familia Entolomataceae și de genul Entoloma este o specie de ciuperci necomestibile răspândită și saprofită. Un nume popular nu este cunoscut. Bureții trăiesc în România, Basarabia și Bucovina de Nord în grupuri, formând ocazional chiar și tufe de puține exemplare, în pajiști și la margini de pădure pe sol nisipos, ierbos sau gol. Apar de la câmpie la munte din iunie până în octombrie (noiembrie).

## Taxonomie

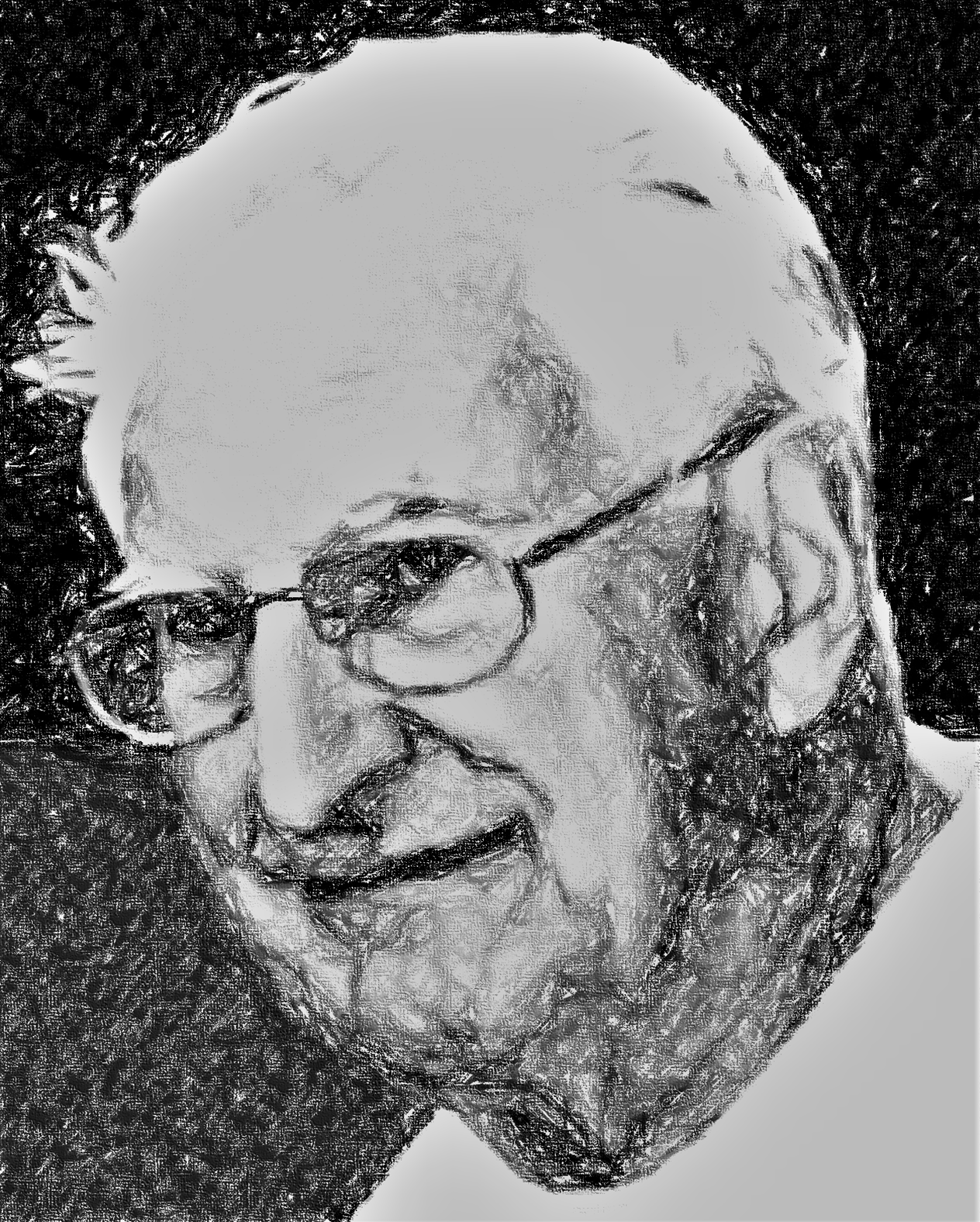
Meinhard M. Moser

Ciuperca a fost descrisă pentru prima dată drept Agaricus undatus de renumitul savant suedez Elias Magnus Fries în cartea sa Epicrisis systematis mycologici, seu synopsis hymenomycetum din 1838 și încă odată ca variația Agaricus undatus var. viarum în Hymenomycetes Europaei, sive Epicriseos systematis mycologici din 1874, dar numai foarte superficial, deși câțiva autori cu renume se referă la el (Régis Courtecuisse, Pier Andrea Saccardo, Henri Romagnesi, vezi infocaseta). Totuși, numele binomial hotărât și valid este Clitopilus undatus, determinat de micologul francez Claude Casimir Gillet în volumul 3 al marii sale opere Les Hyménomycètes: Ou, Description de tous les champignons (Fungi) qui croissent en France din 1876.
În sfârșit, în 1978, cunoscutul micolog austriac Meinhard Michael Moser a transferat specia la genul Entoloma sub păstrarea epitetului, de verificat în Kleine Kryptogamenflora Mitteleuropas, fiind numele curent valabil (2021).
Sinonime obligatorii bazând pe denumirea lui Gillet și create de micologul francez Lucien Quélet sunt Eccilia undata (1880) și Rhodophyllus undatus (1886), dar și celelalte încercări de redenumire sunt acceptate.
Epitetul specific este derivat din cuvântul latin (latină undatus=ondulat, unduios, vălurit), datorită aspectului marginii.

## Descriere
Ordinul Agaricales este de diversificare foarte veche (între 178 și 139 milioane de ani), începând din timpul perioadei geologice în Jurasic în diferență de exemplu cu genul Boletus (între 44 și 34 milioane de ani).

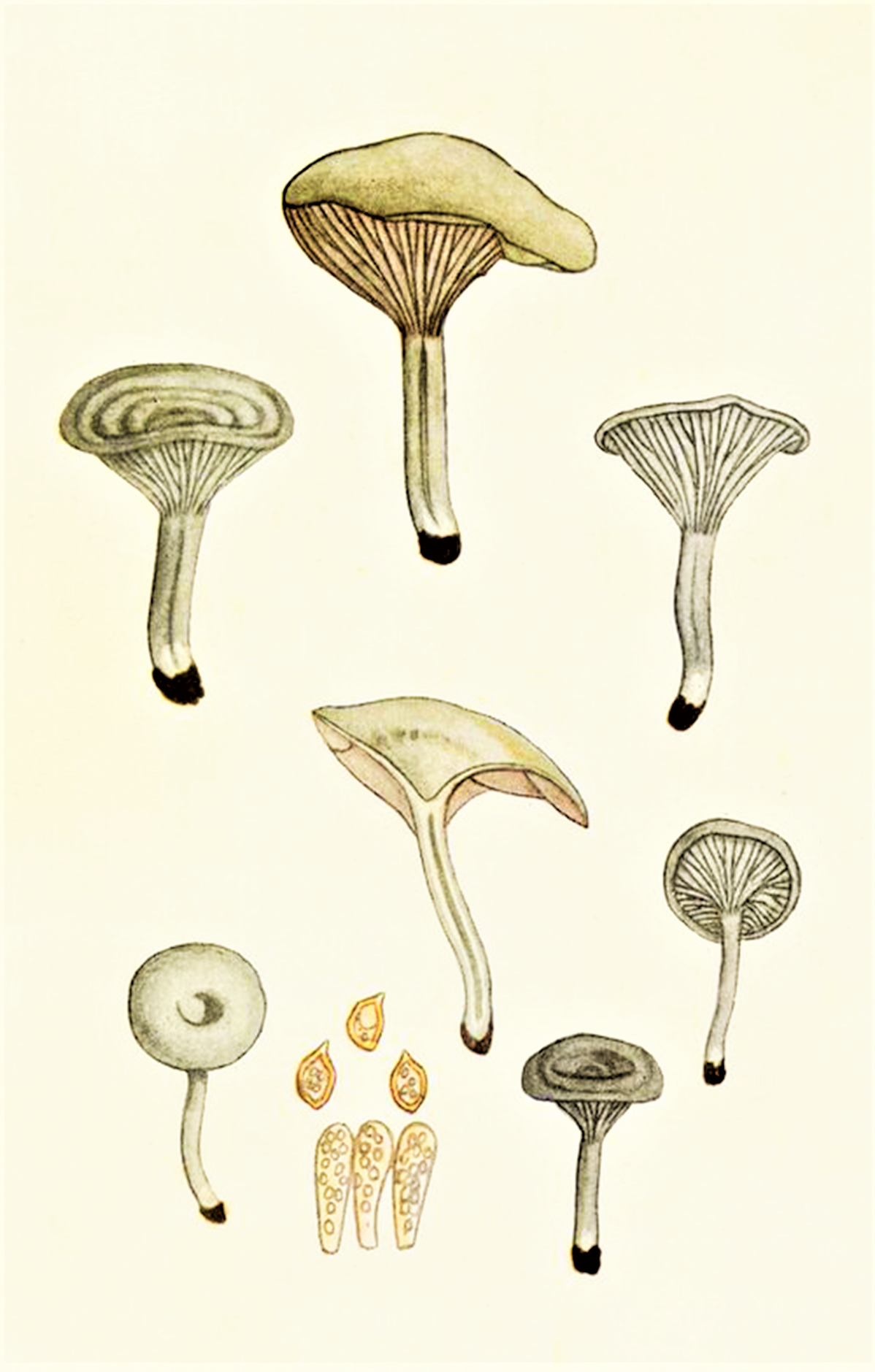
Bres.: Clitopilus undatus

- Pălăria: destul de subțire și slab higrofană are un diametru de 3-6 cm și o grosime de până la 1,2 cm, este deja timpuriu ombilicală, mai întâi emisferică, devenind apoi convexă și în final plată, central adâncită puternic în formă de pâlnie, marginea fiind ondulată și sinuoasă, uneori crăpată și ocazional canelată fin translucid. Cuticula netedă până mătăsos brumată, adesea zonată concentric, este preponderent de colorit gri-ardezie până gri-gălbui, ocazional irizând albastru care poate fi și brun-măsliniu sau gri-maro.
- Lamelele: distanțate și destul de groase, cu multe lameluțe intercalate de lungime diferită precum parțial bifurcate, decurente la picior, sunt inițial gri-albicioase până gri crem, apoi rozalii și în sfârșit de un roz-brun murdar cu muchii de aceiași culoare, datorită pulberii sporilor.
- Piciorul: are o înălțime de 3-5 (6) cm și o grosime de 0,4-0,7 cm, este mai mult sau mai puțin cilindric, uneori excentric, spre bază subțiat, ațos de-a lungul, în tinerețe plin și la bătrânețe tubular gol. Coaja este albicioasă irizând gri de ardezie sau cenușie crem, în vârstă gri-brună până gri-măslinie, de culoare mai deschisă ca pălăria. Baza este albă și pufoasă. Nu se decolorează la atingere și nu prezintă un inel.
- Carnea: inițial de un alb murdar, mai târziu brună este fibroasă și relativ friabilă. Mirosul este slab de făină sau ridichi și gustul ceva astringent, rânced, ca de făină stricată și bătrân destul de amar.[3][4]
- Caracteristici microscopice: are spori spălăcit roșiatici, alungit elipsoidali, uneori cu 5-7 colțuri, apiculați într-o parte, cu pereți dubli, având o mărime de 7,5-10,2 x 6-7,7 microni. Pulberea lor este de un brun-roșiatic deschis. Basidiile cu cleme și 4 sterigme fiecare precum unele intercalate cu doar două sunt clavate și măsoară (25 (28)-30 (33) x 8 (10)-10 (13) microni. Cistidele (elemente sterile situate în stratul himenal sau printre celulele din pielița pălăriei și a piciorului, probabil cu rol de excreție)cilindrice și ondulate au o dimensiune de 25-40 x 8-15 microni. Cheilocistidele (elemente sterile situate pe muchia lamelor) cu hife destul de scurte măsoară 40-50(60) x 4-9 microni. Pileocistidele (elemente sterile de pe suprafața pălăriei) cu o grosime de 7-10 µm sunt intacte, cu un pigment încrustând, fără fibule, adesea cu pereți mai groși la septe.[13][14]
- Reacții chimice: nu sunt cunoscute.[15]

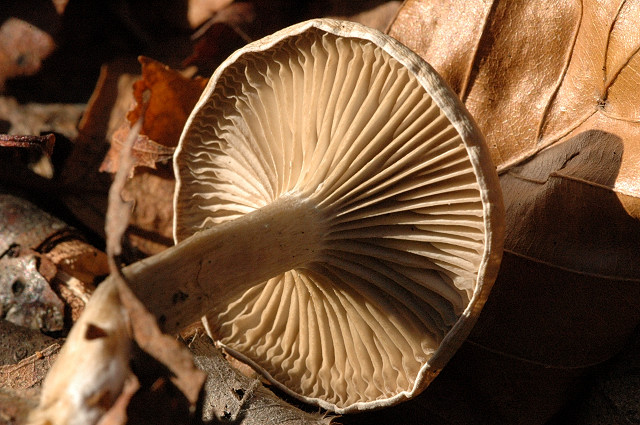
E. undatum mai închis, lamele și picior
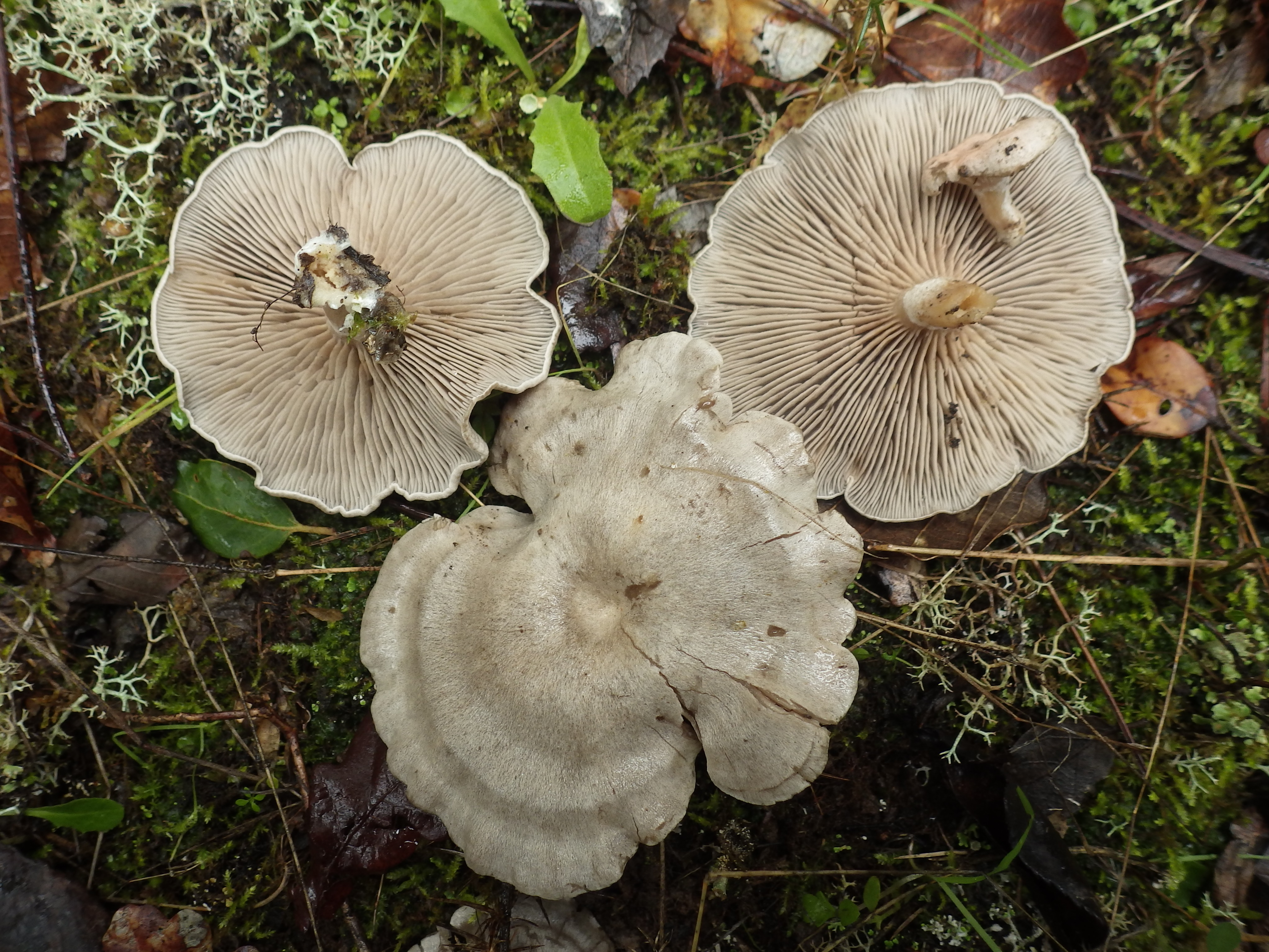
E. undatum bătrâni, pălărie, lamele și picior
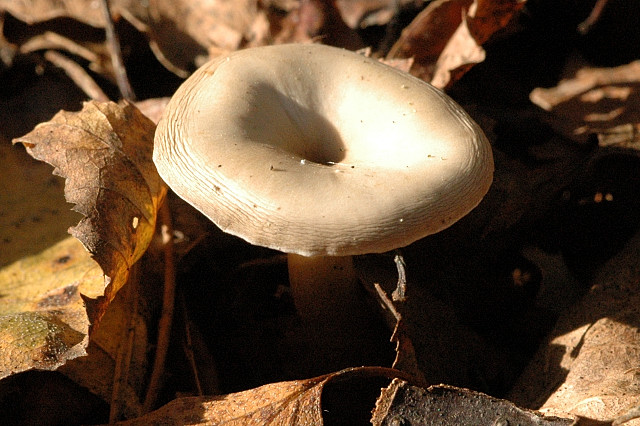
E. undatum mai brun

## Confuzii
Buretele poate fi confundat cu specii comestibile și toxice ale aceluiași gen, cum sunt între altele: Entoloma conferendum sin. Entoloma staurosporus (probabil toxic), Entoloma excentricum (necomestibil), Entoloma griseocyaneum (necomestibil), Entoloma hiemale (necomestibil), Entoloma jubatum (necomestibil), Entoloma mougeotii (necomestibil), Entoloma rhodopolium (otrăvitor), Entoloma sepium (comestibil, crește sub porumbar) sau Entoloma sordidulum (otrăvitor), dar și cu bureți a altelor genuri, ca de exemplu Cortinarius flexipes (probabil slab otrăvitor), Cortinarius hemitrichus (necomestibil), Tricholoma inamoenum (necomestibil) sau Tricholoma terreum (comestibil). Foarte periculoasă este confuzia cu specii din genul Inocybe, toate fiind grav toxice până letale, cum ar fi: Inocybe cookei, Inocybe erubescens sin. Inocybe patouillardi (letal), Inocybe grammata (otrăvitor), Inocybe napipes (otrăvitor, carnea tăiată devine ușor maronie, crește mai târziu), Inocybe rimosa sin. Inocybe perlata, Inocybe splendens (foarte otrăvitor) sau Inocybe squamata (foarte otrăvitor).

## Specii asemănătoare în imagini

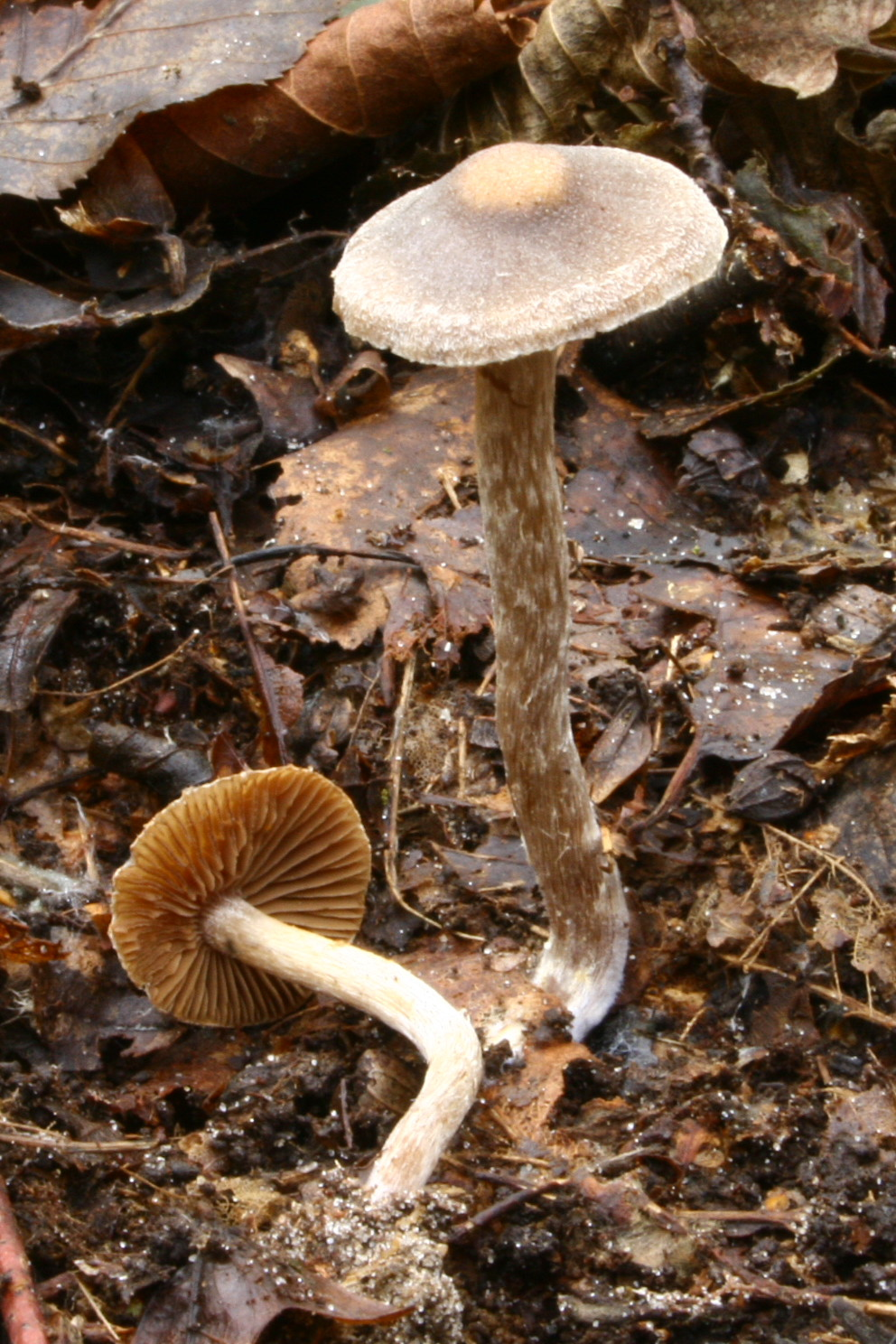
!!Cortinarius flexipes!!
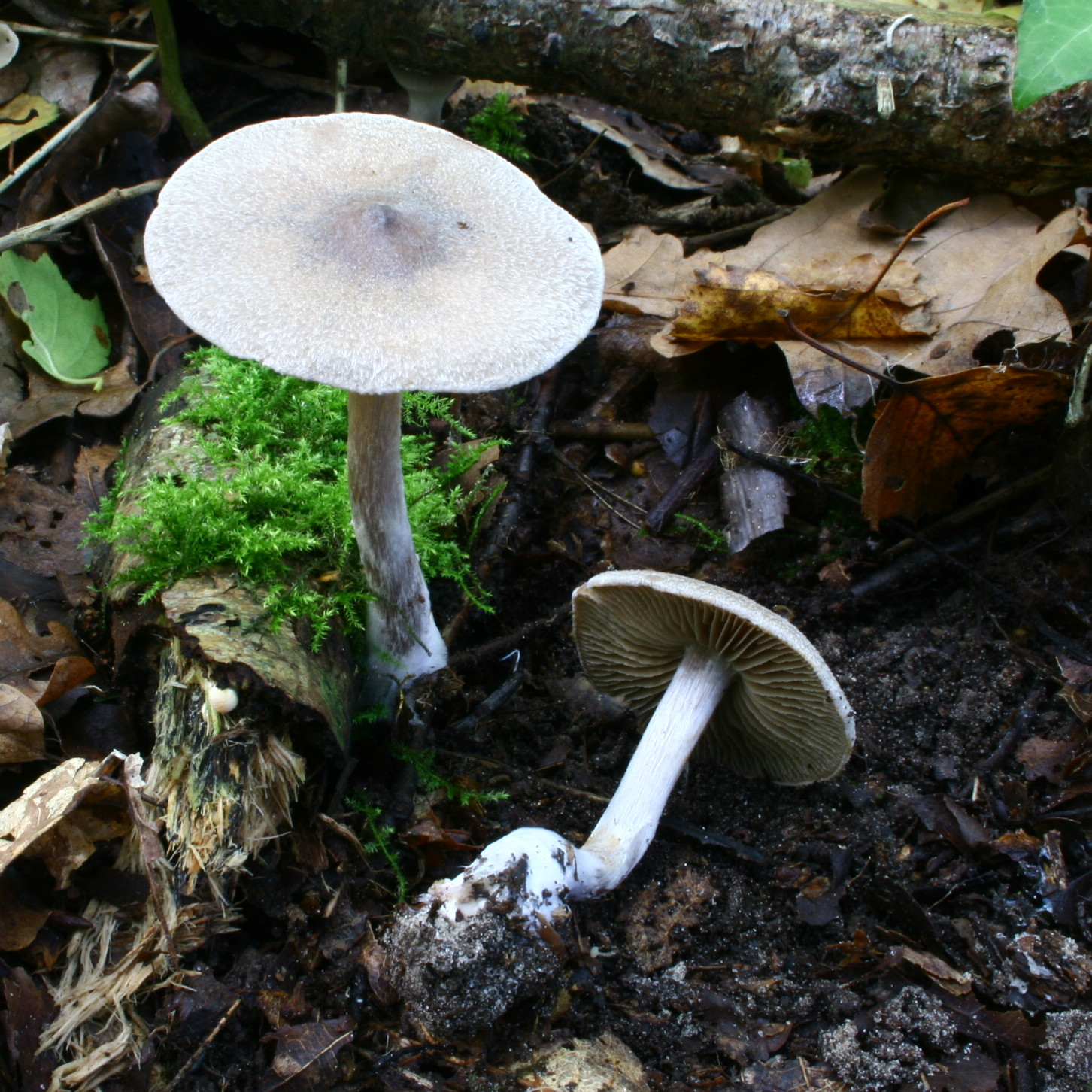
!Cortinarius hemitrichus!
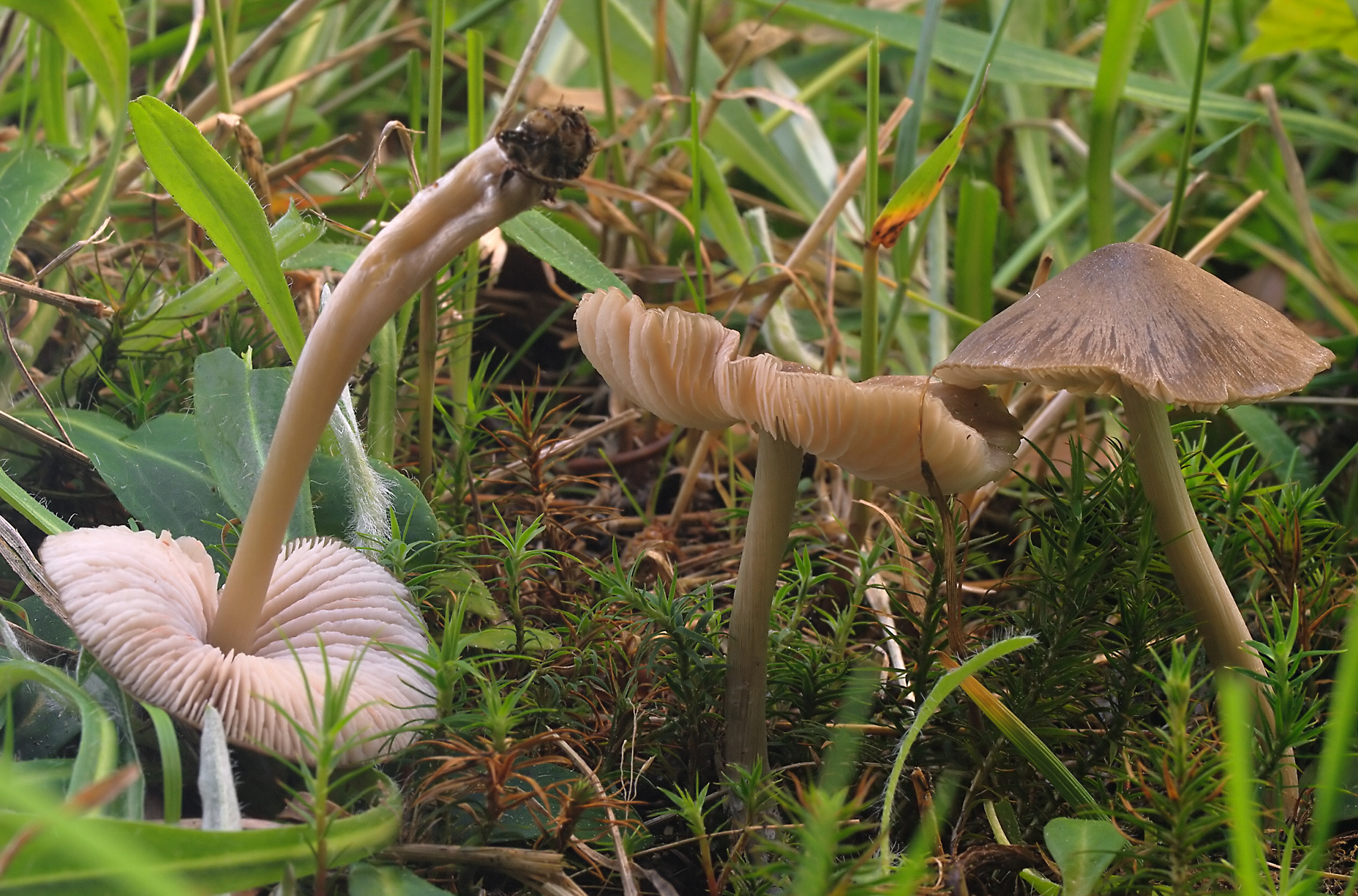
!!Entoloma conferendum!!
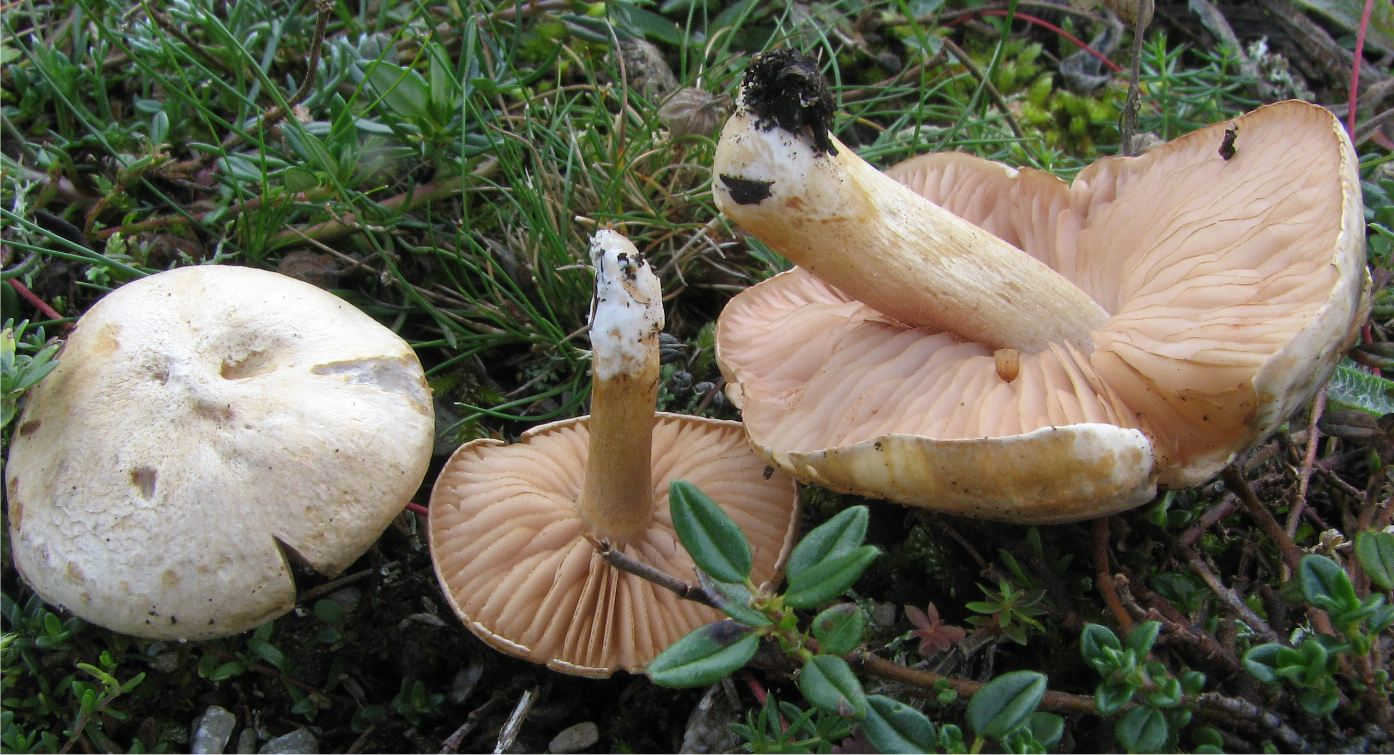
!Entoloma excentricum!
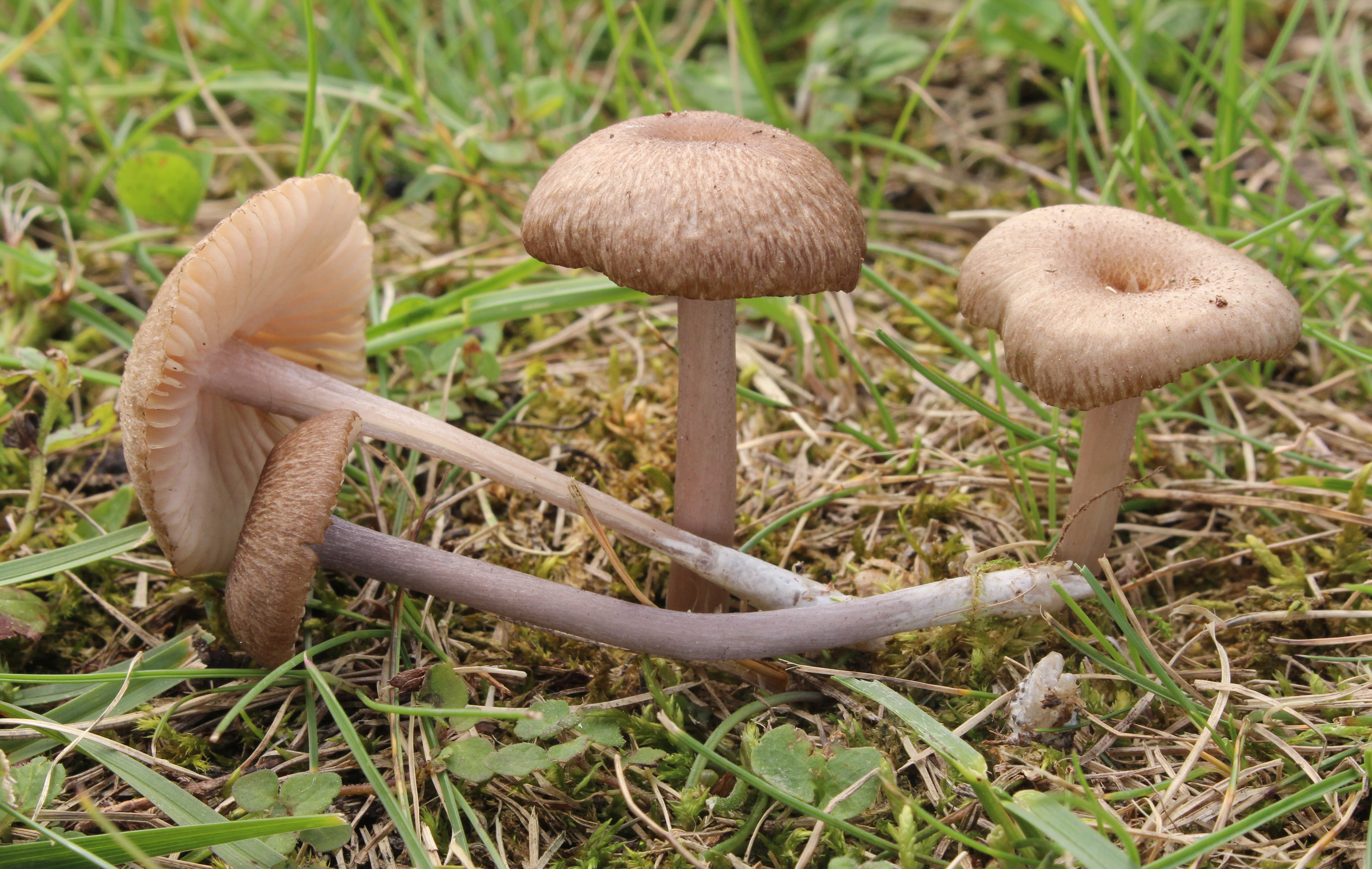
!Entoloma griseocyaneum!
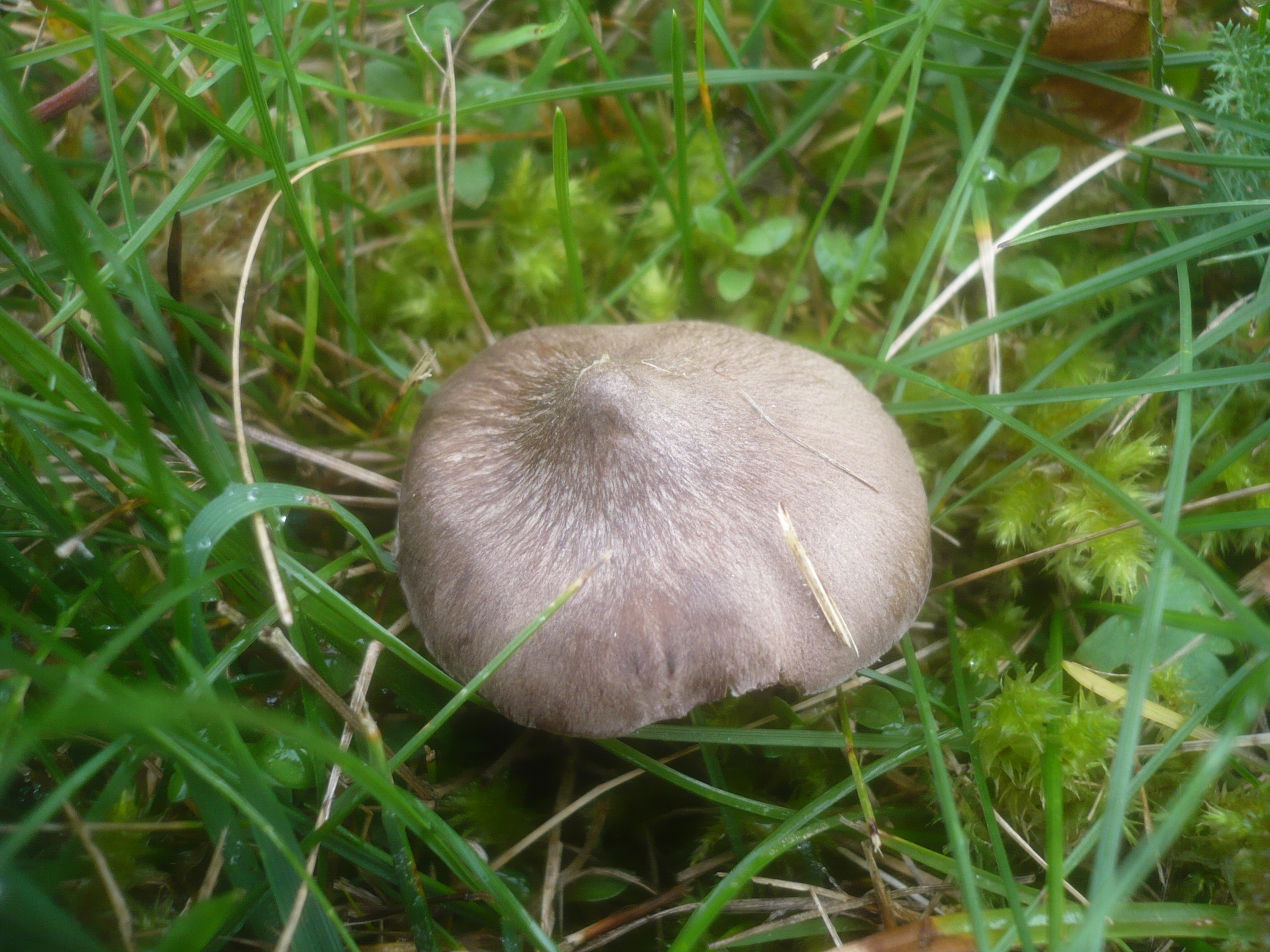
!Entoloma jubatum!
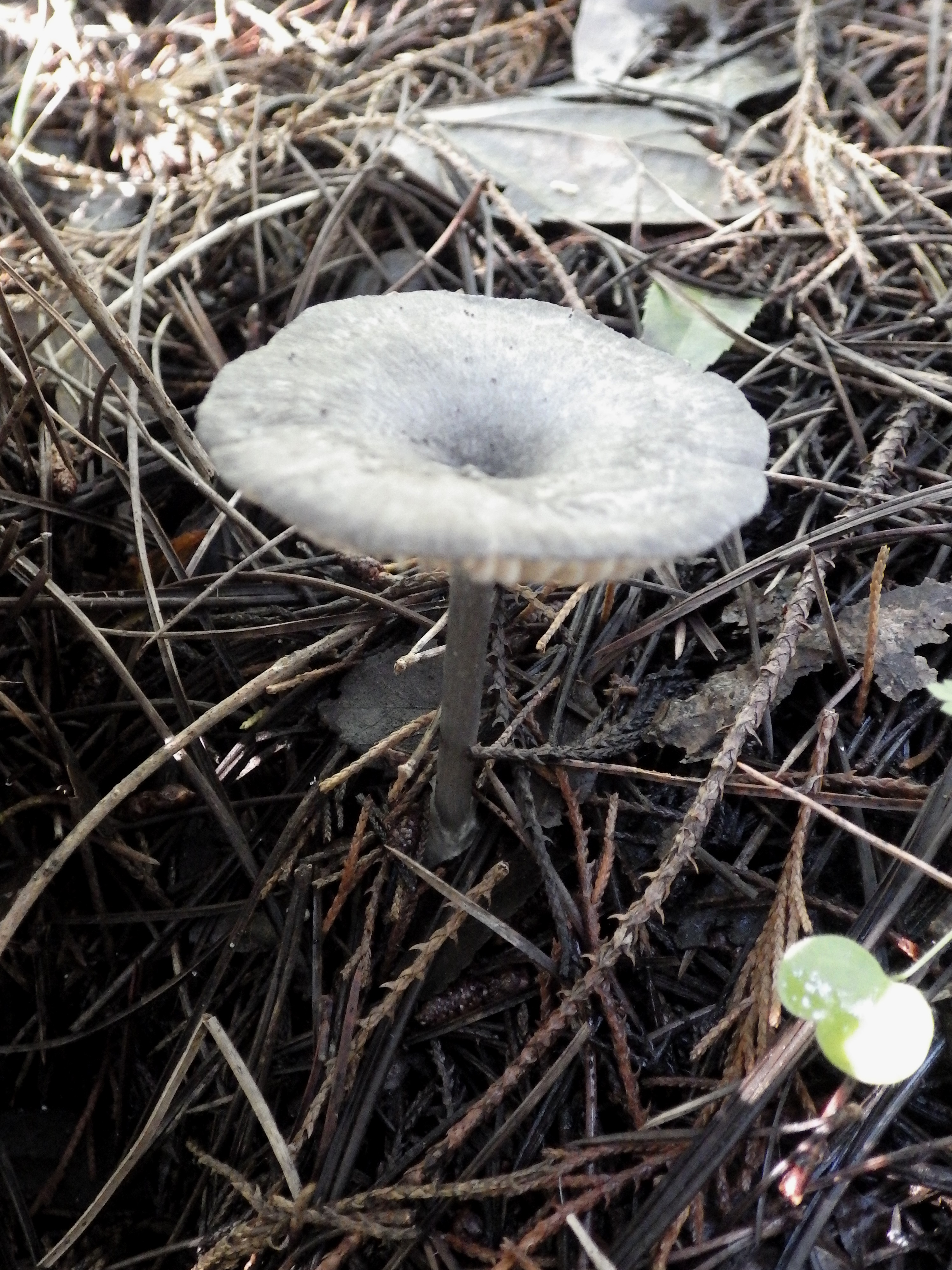
!Entoloma mougeotii!
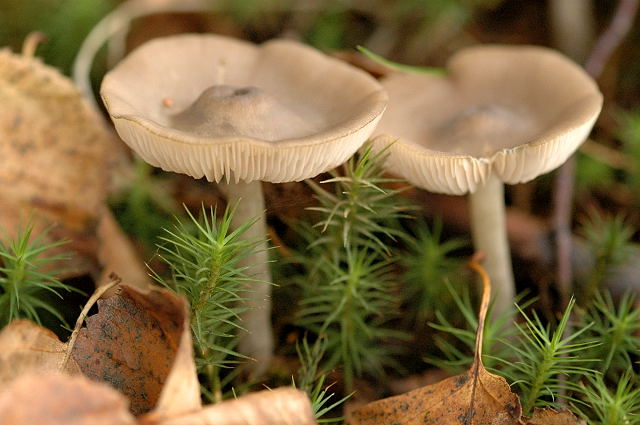
!!Entoloma sordidulum!!
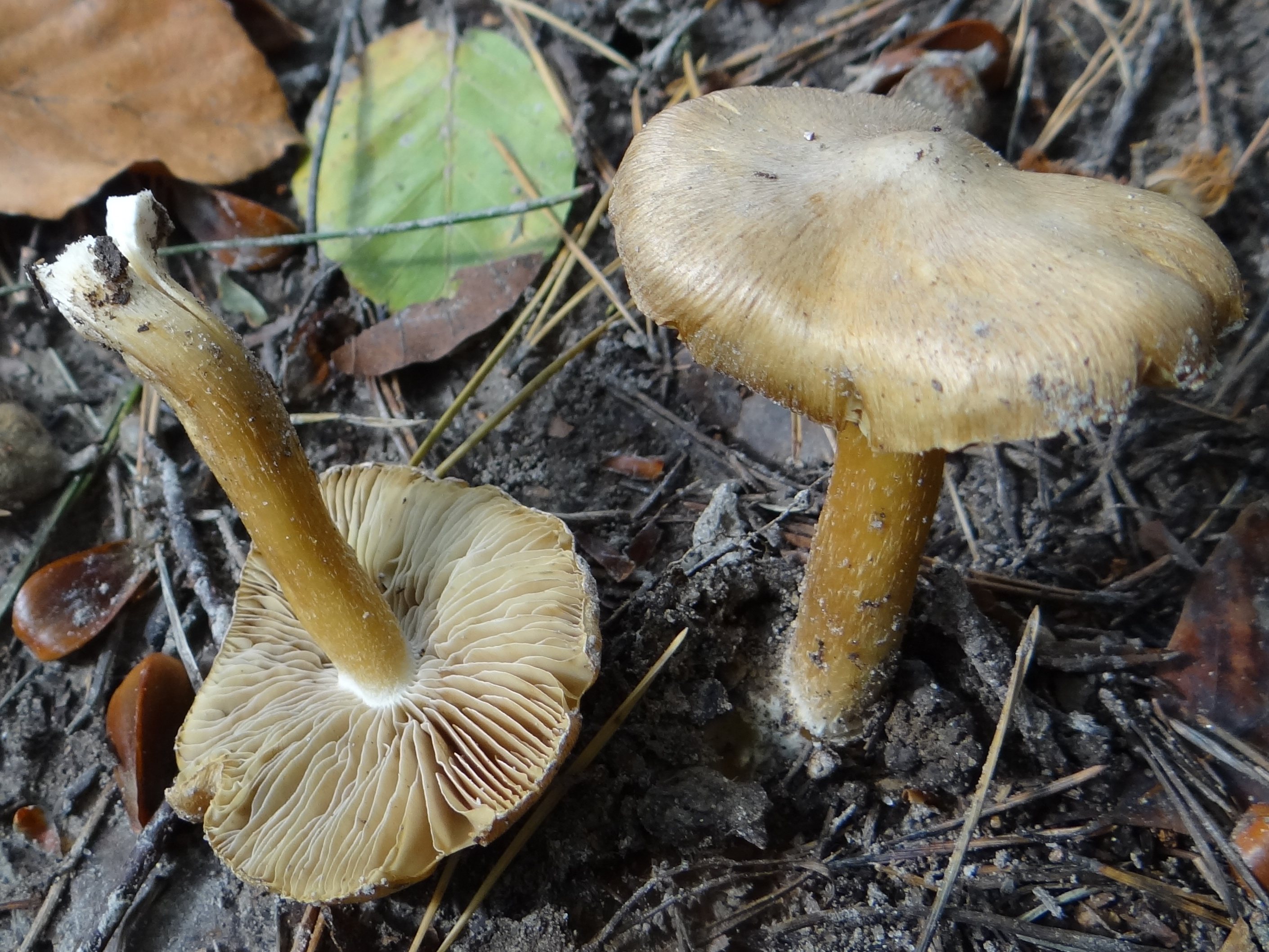
!!Inocybe cookei!!

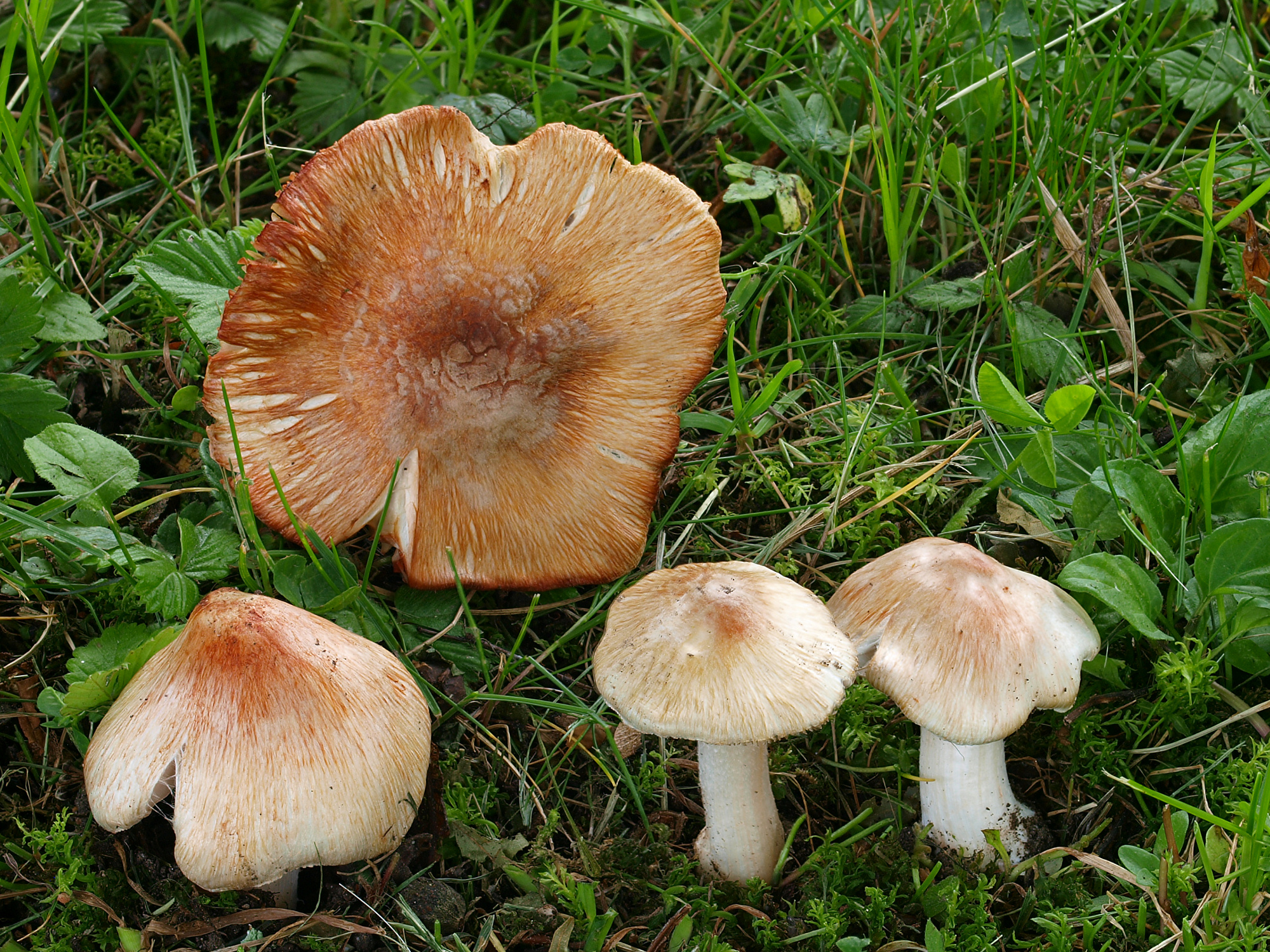
!!!Inocybe erubescens!!!
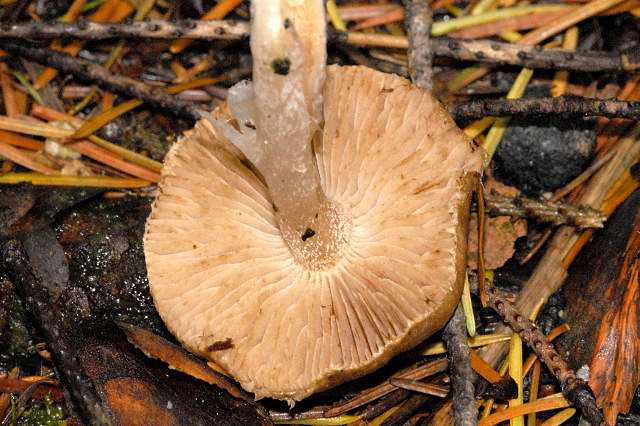
!!Inocybe.grammata!!
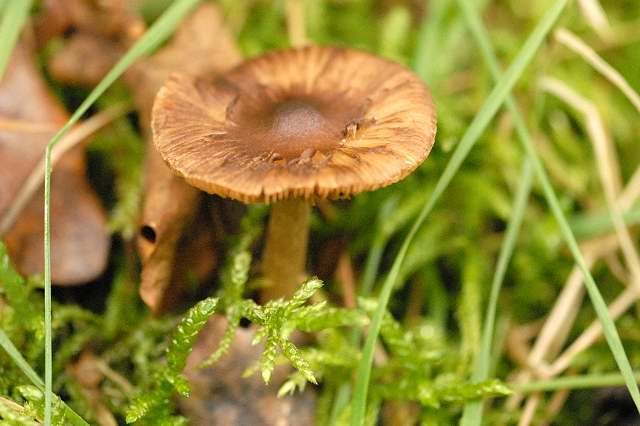
!!Inocybe.napipes!!
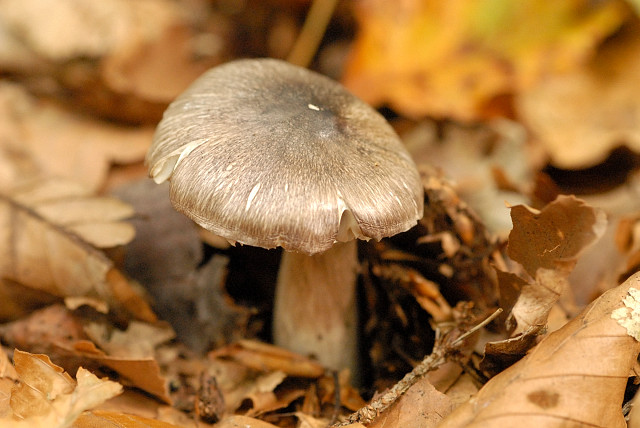
!!Inocybe.splendens!!
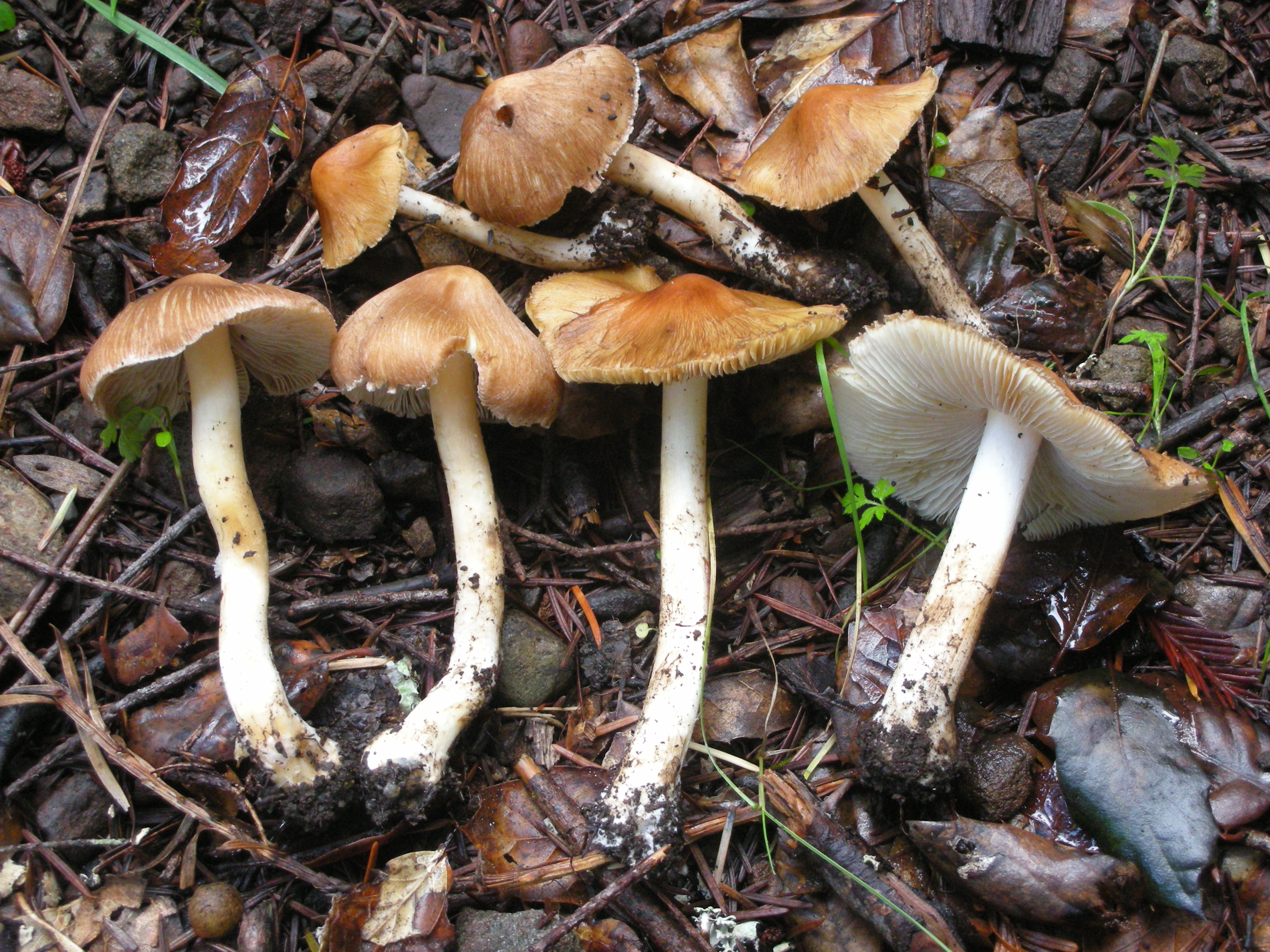
!!! Inocybe rimosa sin. perlata !!!
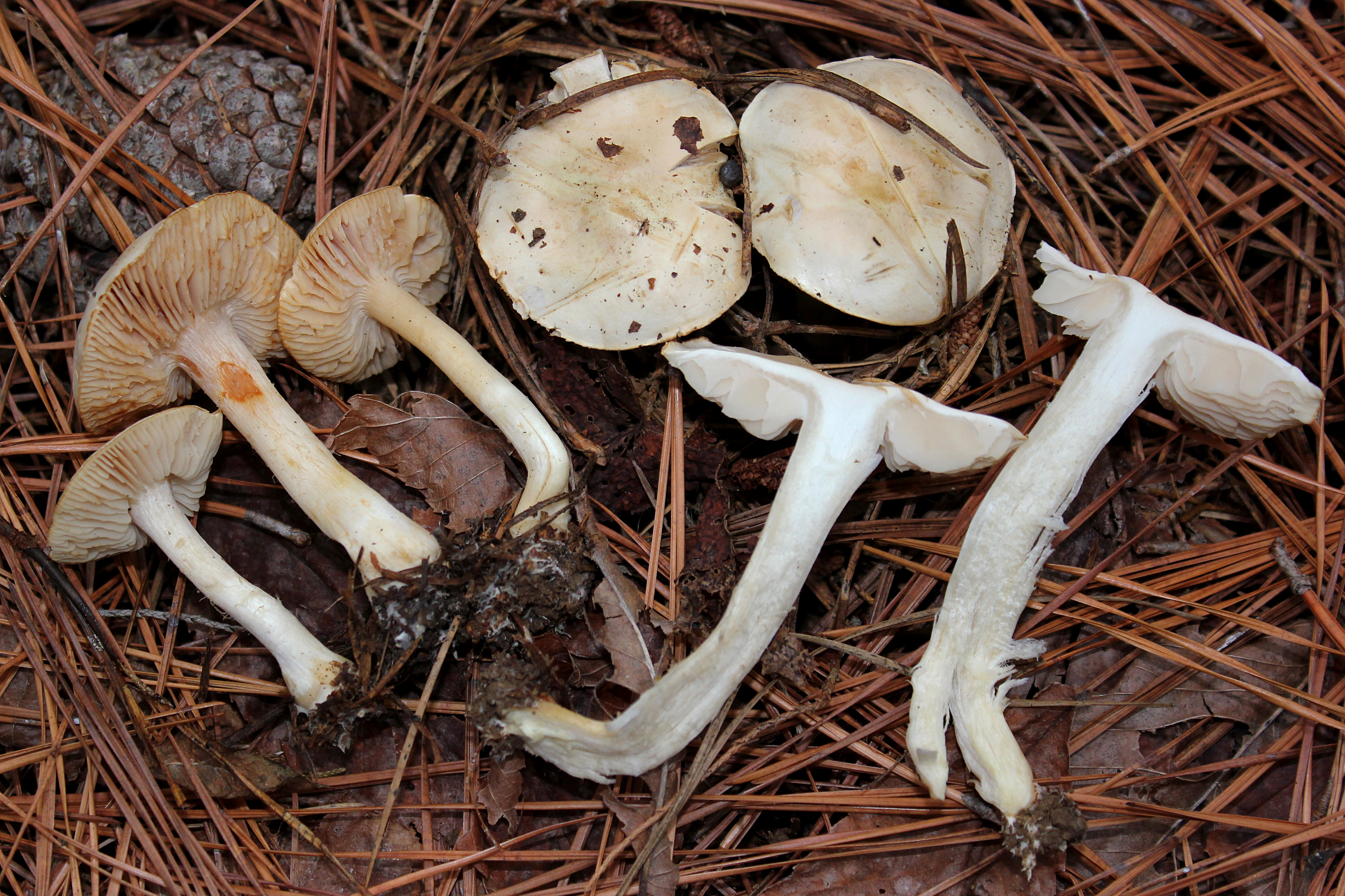
!Tricholoma inamoenum!
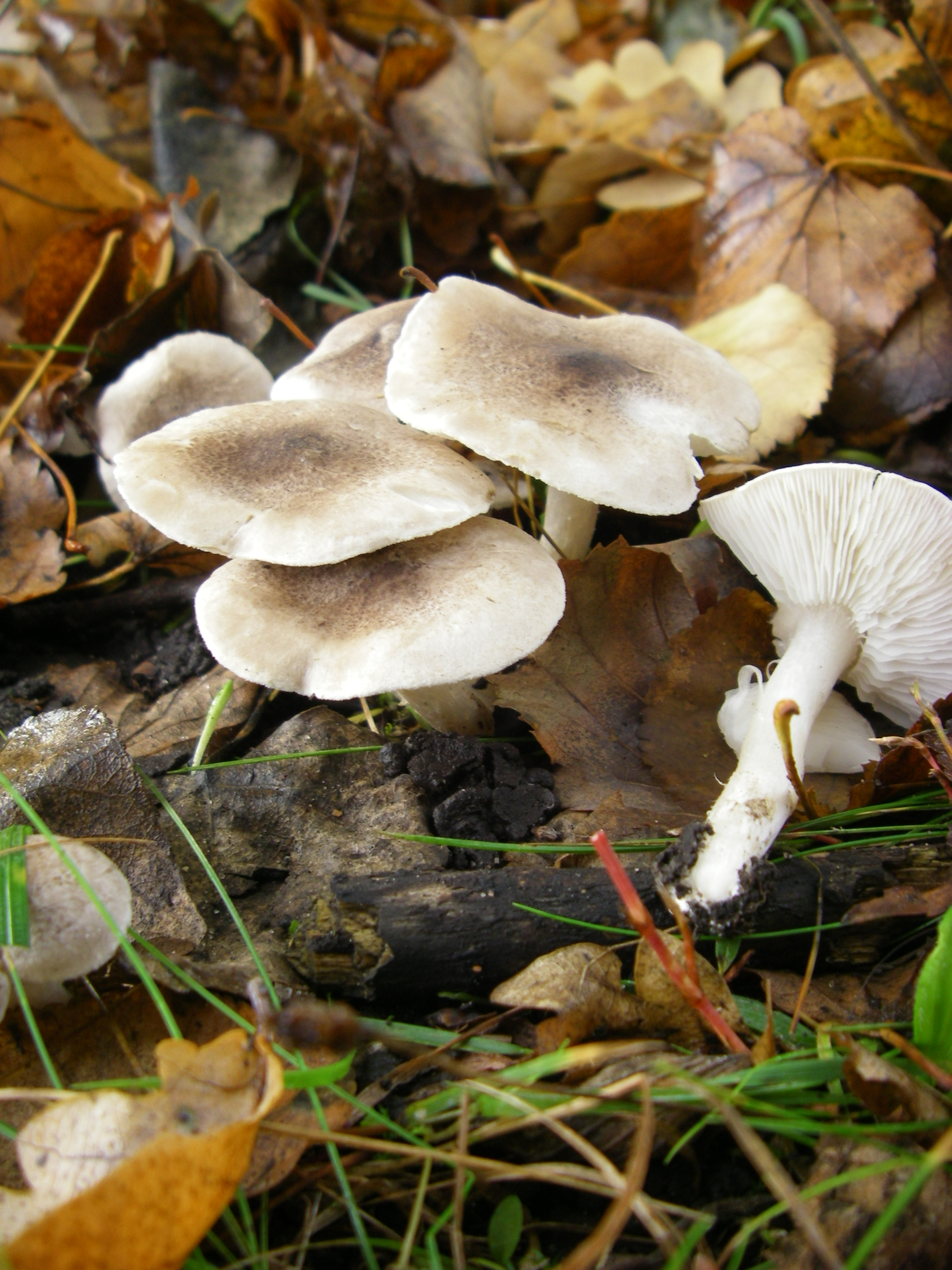
Tricholoma terreum

## Valorificare
Ciuperca nu este otrăvitoare, dar din cauza calității a cărnii precum al gustului neplăcut, necomestibilă.